# Distretto di San José (Puno)
Il distretto di San José è uno dei  distretti della provincia di Azángaro, in Perù. Si trova nella regione di Puno e si estende su una superficie di 372,73 chilometri quadrati.

Istituito il 2 maggio 1854, ha per capitale la città di San José; al censimento 2005 contava 7.183 abitanti.